# Letalonosilke razreda Gerald R. Ford
Letalonosilke razreda Gerald R. Ford (tudi samo razred Ford) je razred novih ameriških superletalonosilk Vojne mornarice ZDA, ki bodo nasledile nekatere letalosilke razreda Nimitz. Nove letalonosilke bodo po dimenzijah podobne prejšnjim z nekaj novimi tehnologijami kot je elektromagnetni katapult za letala, nov jedrski  reaktor izboljšan sistem zaustavitve letal ob pristanku. 
Prva ladja bo imel oznako CVN-78 Gerald R. Ford  in bo kot prejšnje letalonosilke poimenovana po ameriških predsednikih. V preteklosti je nosil program nove letalonosilke oznako CVNX  in pozneje CVN-21 (21 kot 21. stoletje).
Ladje tega razreda bodo imele številne nove izboljšave; tako bodo imeli novozasnovane jedrske reaktorje A1B, stealth tehnologijo, elektromagnetne katapulte (namesto trenutnih parnih), napredno lovilno opremo in zmanjšali bodo velikost posadke. Vojna mornarica ZDA je prepričana, da bo uporaba številnih novih tehnologij zmanjšala število potrebnih članov posadke in posledično se bo zmanjšala cena vzdrževanja. Primarna razločitvena značilnost tega razreda bo superstruktura, ki bo pomaknjena še bolj proti zadku ladje.

## Gradnja
Gradnja delov se je pričela spomladi 2007, in se bo predvidoma zaključila leta 2015. Končna gradnja bo potekala v ladjedelnici Northrop Grumman Shipbuilding (Newport News, Virginija), edini ladjedelnici v ZDA, ki je zmožna gradnje in oskrbovanja z gorivom jedrskih letalonosilk. Gradnja ene ladje naj bi tako stala najmanj8 milijard dolarjem, pri čemer so za razvoj in načrtovanje porabili 5 milijard.
Trenutno so naročili tri ladje tega razreda. Toda če bodo zamenjali celotni razred nimitz z razredom ford, bodo skupaj potrebovali 11 letalonosilk. Toda zadnja letalonosilka razreda nimitz naj bi se upokojila šele leta 2058.

## Poimenovanje
Veterani letalonosilke USS America so predlagali, da se naj CVN-78 poimenuje America, ne pa po predsedniku Fordu. Toda pozneje so poimenovali LHA-6 America.
Če bo trenutna ladja USS Ford (FFG-54), fregata razreda perry, ki je bila sprejeta v uporabo leta 1985 in poimenovana po veteranu vietnamske vojne Patricku O. Fordu, še vedno v uporabi, ko bo CVN-78 sprejeta v uporabo, bosta istočasno dve ladji z imenom Ford v Naval Vessel Register.
7. decembra 2007, ob 60. obletnici napada na Pearl Harbor, je ameriški kongresnik Harry Mitchell predlagal, naj bo druga ladja razreda, CVN-79, poimenovana USS Arizona.

## Glavne novosti
Letalonosilke novega razreda bodo imele::
- Izboljšan sistem za ustavljanje letal.[8]
- Več avtomatskih sistemov za zmanjšanje posadke za več sto ljudi
- Novejše protiletalske rakete RIM-162 Evolved Sea Sparrow [9]
- nova radar AN/SPY-3 (dual-band radar - DBR), razvit za rušilce tipa Zumwalt
- Elektromagnetni katapult za letala EMALS (Electromagnetic Aircraft Launch System) namesto parnega katapulta
- Nov tip jedrskega reaktorja A1B, za večjo moč
- Stealth tehnologija za zmanjšanje radarske opaznosti
- Možnost prevažanje do 90 letal in helikopterjev, kot so Boeing F/A-18E/F Super Hornet, Boeing EA-18G Growler, Grumman C-2 Greyhound, Northrop Grumman E-2 Hawkeye, in Lockheed Martin F-35C Lightning II, helikopterji  Sikorsky SH-60 Seahawk in brezpilotna letala kotso Northrop Grumman X-47B.[9][10]

Cena ladje naj bi bila okrog 11,3 milijard ameriških dolarjev. Teži se k znižanju stroškov obratovanja in velikem zmanjšanju posadke, ki je štela skoraj šest tisoč ljudi pri Nimitz razredu. Nove letalonosilke bodo imele bolj nazaj premaknjen "otok" za lažje premikanje letal.
Število operacij letal naj bi bilo primerljivo z letalonosilkami Nimitz, lahko pa novi katapulti lansirajo več letal, če je potrebno.

## Karakteristike
- Tip: Jedrska letalonosilka
- Izpodriv: približno  101 600 metrskih ton, 112 000 kratkih ton, 100 000 dolgih ton,
- Dolžina: 337 m 1106 čevljev
- Širina (največ): 78 m 256 čevljev
- Širina (na nivoju morja): 41 m 134 čevljev
- Višina: 76 m (250 feet)
- Ugrez: 12 m (39 ft)
- Pogon: 2x A1B jedrski reaktor
- Hitrost: čez 30 vozlov 30 (56+ km/h; 35+ mph)
- Oborožitev:
- Protiletalske rakete: 2 × RIM-162 ESSM in2 × RIM-116 RAM
- Topovi in strojnice: 2 × Phalanx CIWS (zadnja linija obrambe),4 × M2 12.7mm machine guns
- Število letal: 75+
- Vzletno pristajalna ploščad:  333 × 78 m (1,092 × 256 čevljev)

## Ladje
- Gerald R. Ford (CVN-78), (2015) — zamenjala naj bi Enterprise (CVN-65).
- CVN-79, nepoimenovana (2018)
- CVN-80, nepoimenovana (2021)